# Bukidnon State University
Die Bukidnon State University ist eine staatliche Hochschule und befindet sich in der Provinz Bukidnon auf den Philippinen. Sie gilt als eine bedeutende Bildungseinrichtung in der Verwaltungsregion Northern Mindanao und Caraga. Die Universität hat ihren Hauptsitz in Malaybalay City. Sie besitzt neun weitere Außenstellen auf der Insel Mindanao. An der Universität schrieben sich im zweiten Semester 2011 19.457 Studenten ein.

## Fakultäten
Die Bukidnon State University beherbergt acht verschiedene Fakultäten, diese sind in Hochschul- und Fachschulbereiche sowie in der Berufsausbildung in Colleges gegliedert. Dieses sind die Fakultäten College of Teacher Education, College of Law, Undergraduate schools, Laboratory schools, College of Arts and Sciences, College of Business Administration, Accountancy and Information Technology, College of Community Education and Industrial Technology und das College of Nursing. 

### External Studies Center
Die Bukidnon State University verfügt über insgesamt neun Außenstellen, diese sind: 
- BSU – MOGCHS External Studies Center, Cagayan de Oro
- BSU – Alubijid External Studies Center, Alubijid, Provinz Misamis Oriental
- BSU – Gingoog External Studies Center, Gingoog City
- BSU – Manolo Fortich External Studies Center, Manolo Fortich, Provinz Bukidnon
- BSU – Manticao External Studies Center, Manticao, Provinz Misamis Oriental
- BSU – Compostela Valley External Studies Center, Davao de Oro
- BSU – Initao External studies Center, Initao, Provinz Misamis Oriental
- BSU – Sto. Tomas External Studies Center Santo Tomas, Provinz Davao del Norte
- BSU – Libertad External Studies Center, Libertad, Provinz Misamis Oriental

Das 1982 gegründete Bukidnon External Studies Center in Tandag City wurde 1992 in das Surigao del Sur Polytechnic College umgewandelt, die heutige North Eastern Mindanao State University.

## Geschichte
Die Ursprünge der Universität gehen auf das Jahr 1924 zurück, in welchem die Bukidnon Provincial High School erstmals eröffnet wurde. 1927 wurde ihr Status jedoch zurückgesetzt; die Schule wurde umbenannt in Bukidnon Normal School. Der Commonwealth der Philippinen beauftragte die Schule, der Jugend Bukidnons moralischen Charakter, persönliche Disziplin, staatsbürgerliches Gewissen und berufliche Leistungsfähigkeit zu vermitteln. Die Schule wurde am 9. Dezember 1941 aufgrund des Ausbruchs des Zweiten Weltkrieges geschlossen und erst am 1. September 1945 wiedereröffnet; das Schulgebäude wurde während des Krieges zerstört. Die einzelnen Klassen wurden in Armeezelten unterrichtet, welche auf dem Gelände der Schule aufgestellt wurden, oder in Privathäusern. Einfache Holzhütten dienten ab 1947 als Klassenzimmer, bis das neue Schulgebäude am 11. Februar 1950 eingeweiht wurde. Bis 1957 wurde dieses weiter modernisiert. Ab dem Schuljahr 1952–53 konnte die Schule auch spezielle Fortbildungskurse anbieten, die der Erwachsenenbildung dienten. Die Mitglieder des philippinischen Congresses Carlos Fortich und Benjamin Tabios schlugen die Schule Anfang der 1970er Jahre als Nationale Ausbildungsstätte vor. 1971 wurde der Bevölkerung die Möglichkeit eröffnet, auf dem zweiten Bildungsweg den Bachelor of Science zu erlangen. Gleichzeitig wurde die Schule in das Bukidnon Normal College umbenannt. Am 14. Juni 1976 wurde sie aufgewertet und es entstand das Bukidnon State College. Durch die bessere finanzielle Ausstattung konnten neue Gebäude errichtet und ältere modernisiert werden. Im Jahre 2007 erhielt das College den Status einer Universität; Grundlage hierfür war das Republik-Gesetz 9456, das von Gloria Macapagal-Arroyo unterzeichnet wurde.